# Jens Jørgen Hansen
Jens Jørgen Rankenberg Hansen (Struer, 4 de janeiro de 1939 — 2 de janeiro de 2022) foi um futebolista dinamarquês, que atuava como defensor.

## Carreira
Hansen atuou toda sua carreira no Esbjerg fB, onde é um dos jogadores com mais partidas disputadas, 417 e temporadas, num total de 12.

## Títulos
- Campeonato Dinamarquês de Futebol: 1961, 1962, 1963 e 1965
- Copa da Dinamarca: 1964

## Seleção nacional
Jens Jørgen Hansen fez parte do elenco da Seleção Dinamarquesa de Futebol que disputou a Eurocopa de 1964.